# Harvest Moon: Frantic Farming
Harvest Moon: Frantic Farming est un jeu vidéo de puzzle développé par Platinum-Egg Inc. et sorti en 2009 sur Nintendo DS, iOS, Android et BlackBerry OS.

## Accueil
- GameZone : 8/10[1]